# 安德烈娅·勒杜坎
安德烈娅·勒杜坎（羅馬尼亞語：Andreea Răducan，1983年9月30日—），罗马尼亚女子竞技体操运动员。她曾代表罗马尼亚获得2000年夏季奥运会体操比赛女子团体全能金牌和跳马银牌。